# Najah Chouaya
Najah Chouaya (sinh ngày 10 tháng 1 năm 1988) là một vận động viên người Tunisia và vận động viên Paralympic. Cô đã giành được huy chương bạc cho Tunisia tại Paralympic mùa hè 2016 ở nội dung 1500 mét nữ - T13.

## Tiểu sử
Chouaya sinh ngày 10 tháng 1 năm 1988 tại Gabes, Tunisia bị mù bẩm sinh.

## Sự nghiệp

### Giải vô địch thế giới điền kinh IPC 2006
Tại Giải vô địch thế giới điền kinh IPC năm 2006 tại Assen, Chouaya đã tham gia ba sự kiện. Vào ngày 4 tháng 9, cô đã thi đấu 200 mét trong 27,12 giây, xếp thứ sáu. Vào ngày 6 tháng 9, cô đứng thứ tư  trong 100 mét với thời gian 13,42 giây. Sự kiện cuối cùng của cô là cuộc đua 400 mét vào ngày 8 tháng 9, nơi cô đã đứng thứ tám  với thời gian 59,92 giây.

### Thế vận hội Paralympic 2016
Vào ngày 10 tháng 9 năm 2016, Chouaya đã tham gia Paralympic mùa hè 2016 ở Rio de Janeiro với tư cách là một trong ba mươi mốt vận động viên thi đấu cho Tunisia. Cô đứng thứ hai trong sự kiện 1500 mét nữ - T13, giành huy chương bạc với thời gian 4: 30,52. Chouaya đứng thứ hai sau vận động viên người Tunisia Soumaya Bousaid, người đã giành được vàng.

### Giải vô địch điền kinh Para thế giới 2017
Vào ngày 14 tháng 7 năm 2017, Chouaya đã thi đấu tại Giải vô địch điền kinh Para thế giới 2017 ở London ở nội dung 1500 mét nữ - T13. Cô đã giành được đồng với thời gian 4: 46.16, một mùa tốt nhất cho cô. Cô đứng sau Bousaid ở vị trí thứ hai và Sanaa Benhama ở vị trí thứ nhất.